# كوينتون ونايت
كوينتون ونايت (بالإنجليزية: Quinton Knight)‏ هو لاعب كرة قدم أمريكية أمريكي، ولد في 28 أكتوبر 1963.

## وصلات خارجية
- كوينتون ونايت على موقع JustSportsStats.com (الإنجليزية)